# Ligne de Laval à Gennes - Longuefuye
La ligne de Laval à Gennes - Longuefuye est une courte ligne de chemin de fer régionale française à écartement standard et à voie unique du département de la Mayenne, en région Pays de la Loire, aujourd'hui en grande partie déposée et fermée.
Elle constitue la ligne 458 000 du réseau ferré national.

## Histoire
La ligne est mise en service le 5 novembre 1877 par la Compagnie des chemins de fer de l'Ouest.
Le 22 février 2018, la dernière la portion de ligne encore officieusement exploitée, entre Laval et  Bonchamp-lès Laval est officiellement fermée (entre le point kilométrique (PK) 301,379, correspondant à la bifurcation sur la ligne de Paris-Montparnasse à Brest au PK 304,500.

## Trafic
La ligne est exploitée de Gennes - Longuefuye à l'embranchement particulier du Service des alcools du Ministère des Finances desservant la société de traitement des déchets « Séché Environnement »,. Cependant, depuis 2016, le trafic, qui était assuré par Combiwest a cessé. La société Séché a alors fait appel à d'autres transporteurs pour continuer ses activités (Colas Rail puis Fret SNCF) au rythme d'un train par semaine.